# Curtis Granderson
Curtis Granderson (* 16. března 1981, Blue Island, Illinois, USA) je americký baseballista hrající americkou Major League Baseball za tým Los Angeles Dodgers.
Od svého vstupu do MLB v roce 2004 hrál za tým Detroit Tigers. První zápas v MLB odehrál 13. září 2004. Od roku 2010 nastupoval za New York Yankees. V roce 2013 podepsal smlouvu na čtyři roky s týmem New York Mets. 31. 1. 2020 Granderson oznámil konec hráčské kariéry.